# Vladímir Bestxàstnikh
Vladímir Bestxàstnikh (1 d'abril de 1974, Moscou, Rússia) és un futbolista rus, ja retirat, que jugava de davanter.

## Trajectòria
Provinent de l'equip moscovita del Zvezda, Bestxàstnikh va aplegar a la primera plantilla de l'Spartak de Moscou a principis de la dècada dels 90. La seua bona marca golejadora prompte va interessar a equips més forts, i el 1994 fitxa pel Werder Bremen alemany. A la Bundesliga realitza una bona primera temporada, però la segona tot just marca un gol.
Començada la temporada 96/97, deixa Bremen i fitxa pel Racing de Santander, de la lliga espanyola. A l'equip càntabre hi romandria cinc temporades, totes elles jugant a la primera divisió. Les tres primeres seria la referència atacant del seu equip, però la seua participació començaria a decaure a partir de la temporada 99/00. En total, va jugar més d'un centenar de partits amb el Racing, tot marcant una trentena de gols.
L'any 2001 retorna a l'Spartak de Moscou, on hi està dos anys amb una destacable contribució: un gol cada dos partits (21 en 42 partits). El 2002 marxa al Fenerbahce turc, però no gaudeix de massa oportunitats i retorna al seu país, aquesta vegada al Kuban Krasnodar, de la First Division russa (segon nivell), amb el qual ascendeix a la Premier League russa.
Posteriorment passaria pel Dínamo de Moscou, el FC Oryol, el Khimki (amb qui viuria un nou ascens a la màxima divisió russa) i el Volga Tver, de la Second Division (tercer nivell). El 2008, després d'un breu pas pel conjunt kazakh de l'Astana, decideix penjar les botes.

## Selecció
Bestxàstnikh va disputar 71 partits internacionals amb la selecció russa de futbol, tot marcant fins a 26 gols. És el màxim golejador de la selecció russa post-Unió Soviètica. Va participar en el combinat del seu país en el Mundial dels Estats Units 1994 i de Corea-Japó 2002, on va marcar davant Bèlgica. També va participar en l'Eurocopa d'Anglaterra 1996.